# Hanzei
Hanzei (japonsky 反正天皇, Hanzei-tennó) byl legendárním osmnáctým japonským císařem v souladu s tradičním pořadím posloupnosti.
K období života a vlády tohoto císaře nelze přiřadit žádná pevná data, ale všeobecně panuje názor, že vládl od roku 406 do roku 410.

## Legenda
Historici pohlížejí na Hanzeie jako na „legendárního císaře“ 5. století. Teprve 29. císař Kinmei (asi 509–571) je první, k jehož období vlády dokáže současná historiografie přiřadit ověřitelná data; nicméně standardně přijímaná jména a data prvních císařů byla schválena za „tradiční“ teprve od vlády císaře Kammu (737–806), 50. panovníka dynastie Jamato.
Podle tradice a legend byl Hanzei synem císaře Nintokua. Při narození dostal jméno Mizuhawake (瑞歯別). Na Chryzantémový trůn nastoupil po svém starším bratrovi Ričúovi, který podlehl nemoci. Po Hanzeiovi vládl jeho mladší bratr Ingjó a po něm jeho druhý syn Ankó. Z následnictví tak byli vyřazeni dva Ričúovi synové, princové Ičinobe-no Ošiwa a Mima.
Hanzeiův titul by dnes nezněl tennó, neboť, jak se mnozí historikové domnívají, tento titul byl zaveden až za vlády císaře Temmu. Spíš by zněl Sumeramikoto či Amenošita Širošimesu Ókimi (治天下大王), což znamená „velký král vládnoucí všemu pod nebesy“. Mohl by také být nazýván ヤマト大王/大君 neboli „velký král dynastie Jamato“.
Kronika Nihonšoki zaznamenává, že za vlády císaře Hanzeie panoval v zemi mír.
Podle popisu v kronice Kodžiki byl císař strašlivý. Měřil přes 2,7 m a měl neobvykle velké zuby. Vládl prý z paláce Šibagaki v provincii Kawači, dnes Macubara v prefektuře Ósaka.
Místo, kde byl císař Hanzei pohřben, není známo. Císař je proto tradičně uctíván v pamětní šintoistické svatyni (misasagi) ve městě Sakai v prefektuře Ósaka.  Úřad pro záležitosti japonského císařského dvora stanovil toto místo jako císařovo mauzoleum, takže nese formální jméno Mozu no mimihara no kita no misasagi. Bývá rovněž označováno jako kofun Tadeijama (田出井山古墳).

## Rodina
Císařská choť (皇夫人): Cuno-hime (津野媛), dcera Oojakeho no omi Kogota (大宅臣木事)
- princezna Kai-hime (香火姫皇女)
- princezna Tubura-hime (円皇女)

manželka: Oto-hime (弟媛), dcera Oojakeho no omi Kogota (大宅臣木事)
- princezna Takara-hime (財皇女)
- princ Takabe (高部皇子)